# Jamil Nasir
Jamil Nasir (* 18. Dezember 1955 in Chicago) ist ein US-amerikanischer Schriftsteller.

## Leben
Der Vater von Jamil Nasir war ein palästinensischer Flüchtling und Professor für Soziologie, seine Mutter ist die Tochter von Eugene Clark, dem Erfinder des Gabelstaplers. Einen Teil seiner Kindheit verbrachte Nasir im Nahen Osten: Von 1964 bis 1971 lebte er in Jerusalem und Jordanien. Schon mit 14 ging er auf ein College. Die University of Michigan in Ann Arbor absolvierte er mit einem Bachelor of General Studies. Nach einem weiteren Abschluss in Rechtswissenschaft arbeitete er in einer Anwaltskanzlei in Washington, D.C.
Er hat zwei Töchter.

## Werk
Sein Romandebüt, Quasar, erschien 1995. Sein dritter Roman, Tower of Dreams, erhielt eine besondere Erwähnung beim Philip K. Dick Award, gewann den Grand Prix de l’Imaginaire und war nominiert für den Nebula Award. Eine französische Übersetzung durch Dominique Haas erschien beim Pariser Verlag Presses Pocket unter dem Titel La tour des rêves. Sein vierter Roman, Distance Haze, erfuhr als Mirages lointains ebenfalls eine französische Übersetzung. Die Übersetzung erfolgte durch Pierre-Paul Durastanti. Beim Philip K. Dick Award 2014 gehörte Nasir gemeinsam mit unter anderem Elizabeth Bear zur Jury.
Kurzgeschichten von Jamil Nasir erschienen zwischen 1988 und 2004 unter anderem bei Aboriginal Science Fiction, Writers and Illustrators of the Future, Interzone, Asimov’s Science Fiction, Tomorrow Speculative Fiction und der Universe-Anthologiereihe von Terry Carr.
Was seinen Werken gemeinsam ist, sind Klarträume als Möglichkeit, die Wirklichkeit zu beeinflussen und als Möglichkeit der physischen Reise. Metaphysik wird hierbei in eine Science-Fiction-Handlung eingewoben.

## Romane
- Quasar. Bantam Spectra, New York City 1995, ISBN 0-553-56886-8.
- The Higher Space. Bantam Spectra, New York City 1996, ISBN 0-553-56887-6.
- Tower of Dreams. Bantam Spectra, New York City 1999, ISBN 0-553-58089-2.
- Distance Haze. Bantam Spectra, New York City 2000, ISBN 0-553-57995-9.
- The Houses of Time. Tor, New York City 2008, ISBN 978-0-7653-0610-4.
- Tunnel Out of Death. Tor, New York City 2013, ISBN 978-0-7653-0611-1.